# Paolo Rúmetz
Paolo Rúmetz (geboren in Triest) ist ein italienischer Opernsänger der Stimmlage Bariton.

## Leben
Rúmetz begann sein Gesangsstudium in seiner Heimatstadt und setzte es in München (bei Josef Metternich), in Rom (bei Renato Guelfi), in Wien und Mantua fort. Sein Debüt gab er in Domenico Cimarosas Il Maestro di Cappella in Spoleto. 1988 folgte sein erster Auftritt am Teatro Verdi seiner Heimatstadt – in Strauss’ Ariadne auf Naxos unter Spiros Argiris.
Seither ist Rúmetz an nahezu allen bedeutenden Opernhäusern Italiens aufgetreten – im Teatro La Fenice in Venedig, an der Mailänder Scala, am Teatro Carlo Felice in Genua, am Teatro Comunale di Bologna, am Teatro Regio in Turin, an der römischen Oper und in der Arena von Verona. Er war auch in Bassano del Grappa, Cagliari, Lucca, Macerata, Pisa und Ravenna zu sehen und zu hören. Weiters gastierte er in Barcelona, Lissabon, London, Paris, Prag, Rijeka, Salzburg, Savonlinna, St. Gallen, Tel Aviv, Tokyo, Toulouse, Zagreb, Zürich, Leipzig und Berlin.
Zu seinem Repertoire zählen Belcanto-Partien wie Enrico, Dulcamara und Sulpice in den Donizetti-Opern Lucia di Lammermoor, L’elisir d’amore und La fille du régiment, Verismo-Rollen wie der Sharpless in Puccinis Madama Butterfly, der David in Mascagnis L’amico Fritz oder der Graf Gil in Wolf-Ferraris Il segreto di Susanna, aber auch der Alberich in Wagners Rheingold und der Barnaba in Ponchiellis La Gioconda. Schwerpunkte seines Repertoires sind jedoch – neben Donizetti – zahlreiche Opernpartien von Gioachino Rossini und Giuseppe Verdi. Unter anderem sang er die Verdi-Titelpartien von Simone Boccanegra (in Tokyo), Rigoletto (an der Wiener Staatsoper) und Falstaff, auch den Jago und den Fra Melitone, sowie die Rossini-Rollen Taddeo in L’italiana in Algeri, Don Geronio in Il turco in Italia und Don Bartolo und in Il barbiere di Siviglia.
An der Wiener Staatsoper debütierte der Künstler erst im November 2012 als Dulcamara, sang weiters dort den Don Bartolo und den Don Magnifico, den Ashby in Puccinis La fanciulla del West und den Mesner in dessen Tosca, sowie höchst erfolgreich an der Seite von Edita Gruberová den Duca di Nottingham in Donizettis Roberto Devereux. Am 21. Dezember 2014 sprang er an der Staatsoper während der Rigoletto-Premiere für den indisponierten Simon Keenlyside ein und übernahm ab dem dritten Akt die Titelpartie. Er übernahm auch die Vorstellungen am 23. Dezember 2014 und 26. Juni 2015. Im Oktober 2016 zählte er zur Wiener Premierenbesetzung von Christoph Willibald Glucks Armide, mit den Musiciens du Louvre geleitet von Marc Minkowski und mit Gaëlle Arquez in der Titelpartie.